# Four Leaves
Four Leaves (フォーリーブス, Fō Rībusu) est un groupe masculin japonais à succès dans le cadre de la Johnny & Associates ayant commencé sa carrière à la fin des années 1960.

## Histoire
Ils ont commencé leur carrière en 1967, juste après la séparation des Johnny's (le tout premier groupe de la société). Ils sont alors le deuxième boys band à être formé par Johnny Kitagawa. Au début, le groupe s'appelait "Johnny's Jr", mais quelque temps plus tard, il a été changé en Four Leaves, signifiant 4 Feuilles, sous-entendu pour décrire les 4 membres respectifs dont Kita Kōji, Toshio Egi, Masao Orimo et Eji Nagata, le plus jeune membre.
Mais Eji Nagata se fait rapidement remplacé par un autre garçon Aoyama Takashi. Ce groupe sortira plusieurs singles tout au long des années 1970 et rencontrera un grand succès. En 1978, le groupe se dissout pour un total de onze ans de carrière.
Début 2000, les Four Leaves ont décidé de se retrouver en donnant quelques concerts. Au mois d'octobre 2008, Aoyama Takashi annonce qu'il est atteint d'un cancer. Une tournée avait été annoncée fin 2008, elle devait se poursuivre jusqu'au 29 mars 2009. Takashi insiste pour la faire jusqu'au bout sous suivi médical mais fera malheureusement sa dernière apparition le 10 janvier 2009. Le 28 janvier, il décède à l'hôpital à Tokyo, des suites de sa maladie à l'âge de 57 ans,. Les autres membres du groupe poursuivront la tournée sans lui.
Kōji Kita, le plus âgé des membres, meurt lui aussi d'un cancer trois ans plus tard, en 2012 à l'âge 63 ans.

## Membres
- Kōji Kita (北公次?) (né le 20 janvier 1949, mort le 22 février 2012) : 1967 - 1978 ; 2002 - 2009
- Aoyama Takashi (青山孝史?) (né le 10 août 1951, mort le 28 janvier 2009) : 1968 - 1978 ; 2002 - 2009
- Toshio Egi (江木俊夫?) (né le 4 juin 1952) : 1967 - 1978 ; 2000 - 2009
- Masao Orimo (おりも政夫?) (né le 4 juillet 1953) : 1967 - 1978 ; 2002 - 2009

Ancien membre
- Eiji Nagata (永田英二?) (né le 29 mai 1955) : 1967 - 1968

## Discographie

### Singles
1. 10 décembre 1968 - Olivia no Shirabe (オリビアの調べ?)
2. 21 mars 1969 - Koi Suru Jack (恋するジャック?)
3. 1er août 1969 - Savon no ni Oi no Onna no Ko (シャボンの匂いの女の子?)
4. 1er octobre 1969 - Hitori Bocchi ni Natta Toki (ひとりぼっちになった時?)
5. 24 novembre 1969 - Kimi ni Kono Uta wo (君にこの歌を?)
6. 1er février 1970 - Wakamo no Ha Tabi wo Tsudukeru (若者は旅をつづける?)
7. 21 mai 1970 - Aru Heishi no Kake (ある兵士の賭け?)
8. 1er juillet 1970 - Ashita ga Umareru (あしたが生まれる?)
9. 21 novembre 1970 - Jinsei wa Ichido Kiri Dakara (人生は一度きりだから?)
10. 1er mars 1971 - Yakusoku (約束?)
11. 1er juillet 1971 - Natsu no Yūwaku (夏の誘惑?)
12. 1er novembre 1971 - Chikyū wa Hitotsu (地球はひとつ?)
13. 1er décembre 1971 - Hajimete no Sekai de (はじめての世界で?)
14. 21 mars 1972 - Atarashii Bōken (新しい冒険?)
15. 1er juillet 1972 - Four Leaves no Yanyan Taisō (フォーリーブスのヤンヤン体操?)
16. 1er juillet 1972 - Natsu no Fureai (夏のふれあい?)
17. 21 octobre 1972 - Anata no Mae ni Boku ga Ita (あなたの前に僕がいた?)
18. 1er février 1973 - Ai to Shi (愛と死?)
19. 1er juin 1973 - Futari no Asa (ふたりの朝?)
20. 21 juillet 1973 - Miage te Goran Yoru no Hoshi wo (見上げてごらん夜の星を?)
21. 1er novembre 1973 - Otona e no Kaidan / Wakai Futari ni Nanika ga Okoru (大人への階段／若いふたりに何かが起こる?)
22. 21 janvier 1974 - Ashita no Nayami (あしたの悩み?)
23. 1er avril 1974 - Hey Baby (ヘイベイビ?)
24. 21 juillet 1974 - Isoge! Wakamono (急げ！若者?)
25. 1er novembre 1974 - Yūjō (友情?)
26. 1er février 1975 - Futari no Mondai (ふたりの問題?)
27. 1er juin 1975 - Arashi no Ato (嵐のあと?)
28. 1er novembre 1975 - Tōi hi (遠い日?)
29. 21 janvier 1976 - Meguri Ai (めぐり逢い?)
30. 21 avril 1976 - Mise Rareshi Tamashii (魅せられし魂?)
31. 30 juin 1976 - Odoriko (踊り子?)
32. 21 octobre 1976 - Heartbreak Kyūkō (ハートブレイク急行?)
33. 25 février 1977 - Kanpai Glass (乾杯グラス?)
34. 21 juin 1977 - Bulldog (ブルドッグ?)
35. 21 novembre 1977 - Otoko to Onna no Kamishibai. San-Maku (男と女の紙芝居・三幕?)
36. 21 avril 1978 - Dōshite... (どうして・・・?)
37. 1er juillet 1978 - Uchū no Fantasy (宇宙のファンタジー?)
38. 21 juillet 1978 - THE END Omoi Gakezu Deattara (THE END -思いがけず出会ったら-?)